# Ixorida albonotata
Ixorida albonotata är en skalbaggsart som beskrevs av Blanchard 1842. Ixorida albonotata ingår i släktet Ixorida och familjen Cetoniidae. Inga underarter finns listade i Catalogue of Life.